# کوت ناکا
کوت ناکا (به انگلیسی: Kot Naka) یک منطقهٔ مسکونی در پاکستان است.